# كأس السوبر العربي
كأس السوبر العربي أو الكأس العربية الممتازة، أطلق عليها أيضا بطولة النخبة العربية، هي بطولة كرة قدم عربية قديمة كانت تقام بين أربعة فرق (البطل و الوصيف في كل من كأس العرب للأندية الأبطال وفي البطولة العربية للأندية الفائزة بالكؤوس). بدأت النسخة الأولى من كأس السوبر العربي عام 1992 في الدار البيضاء بالمغرب و توقفت بعد نسخة 2001 التي أقيمت في دمشق بسوريا.

## السجلات والإحصائيات

### النهائيات
| السنة | الدولة   | الفريق 1            | النتيجة | الفريق 2        | الدولة   | الملعب                     | عدد الحضور |
| ----- | -------- | ------------------- | ------- | --------------- | -------- | -------------------------- | ---------- |
| 1992  | المغرب   | نادي الوداد الرياضي | n/a     | نادي الهلال     | السعودية | المركب الرياضي محمد الخامس |            |
| 1993  | لم تعقد  | لم تعقد             | لم تعقد | لم تعقد         | لم تعقد  | لم تعقد                    | لم تعقد    |
| 1994  | لم تعقد  | لم تعقد             | لم تعقد | لم تعقد         | لم تعقد  | لم تعقد                    | لم تعقد    |
| 1995  | السعودية | نادي الشباب         | n/a     | نادي الهلال     | السعودية | ملعب الملك فهد الدولي      |            |
| 1996  | تونس     | الترجي الرياضي      | n/a     | نادي الرياض     | السعودية | الملعب الأولمبي بالمنزه    | 30000      |
| 1997  | مصر      | النادي الأهلي       | n/a     | أولمبيك خريبكة  | المغرب   | المركب الرياضي محمد الخامس |            |
| 1998  | مصر      | النادي الأهلي       | n/a     | النادي الإفريقي | تونس     | الملعب الأولمبي بالمنزه    |            |
| 1999  | الجزائر  | مولودية وهران       | n/a     | نادي الجيش      | سوريا    | ملعب العباسيين             | 15000      |
| 2000  | السعودية | نادي الشباب         | n/a     | النادي الفيصلي  | الأردن   | ستاد عمان الدولي           |            |
| 2001  | السعودية | نادي الهلال         | n/a     | نادي النصر      | السعودية | ملعب العباسيين             |            |

## قائمة الأندية الفائزة بالكأس
- [1]

| عام البطولة | المكان        | البطل           | الوصيف          |
| ----------- | ------------- | --------------- | --------------- |
| 1992        | الدار البيضاء | الوداد البيضاوي | نادي الهلال     |
| 1993        | ألغيت         |                 |                 |
| 1994        | ألغيت         |                 |                 |
| 1995        | الرياض        | نادي الشباب     | نادي الهلال     |
| 1996        | تونس العاصمة  | الترجي التونسي  | نادي الرياض     |
| 1997        | الدار البيضاء | النادي الأهلى   | أولمبيك خريبكة  |
| 1998        | تونس العاصمة  | النادي الأهلى   | النادي الإفريقي |
| 1999        | دمشق          | مولودية وهران   | نادي الجيش      |
| 2000        | عمان          | نادي الشباب     | النادي الفيصلي  |
| 2001        | دمشق          | نادي الهلال     | نادي النصر      |

## النتائج
| البلد    | الأبطال | النهائي |
| -------- | ------- | ------- |
| السعودية | 3       | 4       |
| مصر      | 2       | 0       |
| تونس     | 1       | 1       |
| المغرب   | 1       | 1       |
| الجزائر  | 1       | 0       |
| الأردن   | 0       | 1       |
| سوريا    | 0       | 1       |

## وصلات خارجية
- موقع rsssf للبطولة